# Лапутин, Николай Михайлович
Николай Михайлович Лапутин (6 декабря 1930, Красная Горка, Нижегородская губерния — 28 августа 2011, Дзержинск, Россия) — советский писатель, прозаик, участник трудового фронта Великой Отечественной войны. Заслуженный работник культуры Российской Федерации,  Почётный гражданин города Дзержинска Нижегородской области.

## Биография
Родился 6 декабря 1930 года в посёлке Красная Горка Володарского района Нижегородской губернии, в семье простых тружеников, в которой воспитывалось тринадцать детей, он был рождён одиннадцатым. Николай начал свой трудовой путь с детского возраста, с пяти лет был подпаском. В тяжёлые годы войны подростком продолжал трудовую деятельность, за что был награждён медалью «За доблестный труд в Великой Отечественной войне 1941—1945 гг.». После окончания сельской школы стал обучаться в ремесленном училище, получил профессию слесаря-ремонтника химического оборудования. До призыва в Советскую Армию успел поработать на ЧХЗ и «Заводстрое».
Службу проходил в строительных войсках, где за хороший и четкий почерк был направлен в штаб полка – в Москву. Желал стать профессиональным военным. Подал документы и успешно прошёл экзамены на зачисление в Томское военно-техническое училище. Но отучившись полтора месяца, был отчислен при первой же медицинской проверке, по причине слабого зрения.
Позже продолжил учиться заочно на инженера в Казани, а потом поступил и успешно прошёл обучение в Литературном институте имени Максима Горького в городе Москве.
В 1962 году возвратился в Дзержинск. Работал на Калининском заводе, после стал преподавать в училище и даже являлся куратором сельского строительства в областном правительстве. Последним местом работы Николая Лапутина является редакция гороховецкаой газеты «Новая жизнь», здесь он трудился заведующим отделом. В 1993 году вышел на пенсию.
Активно занимался общественной деятельностью. В 2005 году удостоен звания заслуженного ветерана Нижегородской области. Был избран председателем Дзержинского отделения Российского детского фонда, являлся членом президиума городского совета ветеранов.
В его стихотворных сборниках можно найти проникновенную лирику, которая посвящена труженикам города и села, ветеранам фронта и тыла. Им написано 26 познавательных книг, 6 из которых были номинированы на лауреата литературных конкурсов страны: «Позывные весны, «Радуга из сна», «Что сорока на хвосте принесла», «Зеленый друг нашего края» и другие. В его литературных произведениях затрагиваются темы питьевой воды и чистых лесов, страницы его книг наставляют любить и беречь родной край, учат прекрасному и светлому. За положительную активную работу в лесном хозяйстве он был награждён значком «За сбережение и приумножение лесных богатств России».
Решением Дзержинских городских депутатов удостоен звания «Почётный гражданин города Дзержинска Нижегородской области».
Проживал в городе Дзержинске Нижегородской области. Умер 28 августа 2011 года. 

## Награды
- Медаль «За доблестный труд в Великой Отечественной войне 1941—1945 гг.»
- Заслуженный работник культуры Российской Федерации
- Почётный гражданин города Дзержинска Нижегородской области.